# Caenelmis octomeria
Caenelmis octomeria is een keversoort uit de familie beekkevers (Elmidae). De wetenschappelijke naam van de soort werd in 1996 gepubliceerd door Spangler.